# Flughafen Nakhon Phanom

i7
i11
i13
Der Flughafen Nakhon Phanom (thailändisch ท่าอากาศยานนครพนม; IATA-Code: KOP, ICAO-Code: VTUW) ist der Regionalflughafen der Stadt Nakhon Phanom in der Nordost-Region von Thailand, dem Isan.
Er liegt etwa 15 Kilometer westlich des Stadtzentrums von Nakhon Phanom entfernt und verfügt über eine asphaltierte Start-/Landebahn auf 179 Metern Höhe über dem Meer mit einer Länge von 2.440 Metern.
Der Linienverkehr hat in letzter Zeit stark zugenommen: zwischen 2011 und 2015 hat sich die Zahl der Passagiere auf knapp 300.000 verneunfacht. Es gibt ausschließlich Verbindungen mit Bangkok-Don Mueang.